# Qianjin (köpinghuvudort i Kina, Heilongjiang Sheng, lat 49,10, long 125,21)
Qianjin (kinesiska: 前进, 前进镇) är en köpinghuvudort i Kina. Den ligger i provinsen Heilongjiang, i den nordöstra delen av landet, omkring 390 kilometer norr om provinshuvudstaden Harbin. Antalet invånare är 20 619. Befolkningen består av 10 192 kvinnor och 10 427 män. Barn under 15 år utgör 14,0 %, vuxna 15-64 år 79 %, och äldre över 65 år 6,0 %.
Runt Qianjin är det ganska glesbefolkat, med 34 invånare per kvadratkilometer. Närmaste större samhälle är Nenjiang, 8,3 km norr om Qianjin. Trakten runt Qianjin består till största delen av jordbruksmark.
Genomsnittlig årsnederbörd är 793 millimeter. Den regnigaste månaden är juli, med i genomsnitt 212 mm nederbörd, och den torraste är mars, med 11 mm nederbörd.